# Project Gotham Racing 4
Project Gotham Racing 4 – brytyjska gra komputerowa wyprodukowana przez Bizarre Creations oraz wydana przez Microsoft Game Studios 2 października 2007 roku.

## Rozgrywka
Do gry wprowadzono ponad 120 samochodów i motocykli, m.in. Chevrolet Corvette Sting Ray i Ferrari 599 GTB Fiorano. Za widowiskowe manewry samochodem gracz i przeciwnicy otrzymują punkty Kudos, osobno za jazdę samochodem i motocyklem.
Akcja gry ma miejsce m.in. w Nowym Jorku, Tokio, Londynie, Las Vegas, Szanghaju czy Quebecu.
Warunki atmosferyczne zmieniają się podczas jazdy (m.in. opad deszczu i śniegu).
Gra zawiera tryb gry wieloosobowej przez Internet wykorzystujący usługę Xbox Live oraz tryb gry na podzielonym ekranie.